# Бачковський монастир
Бачковський Монастир (болг. Бачковски манастир, груз. პეტრიწონის მონასტერი), інші назви: Монастир Петрицоні або Монастир Успіння Богородиці в Болгарії — пам'ятка християнської архітектури та другий за величиною (після Рильського) православний ставропігіальний чоловічий монастир Болгарської православної церкви. Чисельність ченців у резиденції невідома.

## Розташування
Розташований в регіоні Родопських гір на правому березі річки Чаї (також відома як Чепелярська річка), за 189 км від Софії та за 10 км від Асеновграда. Відомий через дивовижне поєднання традицій візантійської, грузинської та болгарської культур. Через багату історію та вражаючі розміри Бачковський монастир є одним з найвідвідуваніших у Болгарії, внесений до списку 100 національних надбань країни.

## Історія
Монастир був заснований ці 1083 році Григорієм Пакуріані — полководцем західних армій візантійського імператора Олексія I Комніна і його братом Абазієм. За наказом засновника монастиря було створено статут (Типікон), копії якого збережені грецькою та грузинською мовами. Згідно зі статутом, світські та церковні влади, в тому числі Єпископ Філіппополі (Пловдив), не мали права втручатися у справи монастиря (глава 3) і доступ до нього був закритий для ченців греків (глава 24). Монастир був заселений лише іберійськими монахами, про що було сказано в статуті. Богослужіння велося грузинською мовою. В той час ця місцевість входила до складу Візантійської Імперії.
Бачковський монастир спочатку розвивався як центр грузинського чернецтва. Наприкінці XI століття там формується літературна школа, відома як Петрицонська — ім'я, що походить від первісної назви сусідньої фортеці Петрич. Через перекладацьку діяльність письменників, що працювали при монастирі, існують посилання на середньовічну Грузію з Візантії. Одним з таких письменників був грузинський філософ-неоплатонік Йоан Петриці (близько 1050—1130 рр.). З того часу збереглися Осуарій та ікона Богородиці.
Під час Другого Болгарського царства монастирем опікувався цар Іван Александр, увічнений на одній з фресок монастиря, що збереглися. З XI століття при монастирі працювала школа, крім релігійних навчань були заняття з математики, історії, музики. У XIII столітті візантійські іберійські монахи втратили владу над монастирем,, але їхні традиції були збережені до початку XIV століття, а вірменське Євангеліє Х століття збереглося донині. Вважається, що після завоювання Болгарії турками останній патріарх Другого Болгарського царства і засновник Тарновської книжної школи патріарх Євфимій Тирновський (Болгарський) був ув'язнений турками саме в Бачковському монастирі, де працював у школі при монастирі до початку XV століття.
Монастир пережив перші хвилі турецької навали на землі Болгарії, пізніше був спустошений та зруйнований, зрештою відреставрований наприкінці XV століття. Трапезна зала, прикрашена розписами анонімного художника, що несуть значну художню цінність, була реконструйована у 1601 році; у 1604 в центрі монастиря було зведено новий храм на честь Святої Трійці.
Бачковський монастир — місце останнього спочинку Патріарха Євфимія Тирновського (1330—1404) та Патріарха Болгарського Кирила (1953—1971).

## Побудови
Монастирські споруди розташовані у двох прямокутних дворах — північному (початковий) та південному (доданий в 30-х роках XIX століття). Двічі, в 1912 і 1947 роках, частини будівель були знищені вогнем. У своєму нинішньому вигляді східна частина північного двору була побудована в 1928-29 роках, західна — в 1949-55 роках, північна — в 1964 році. Монастирські побудови в південному дворі були відновлені в 80-х роках ХХ століття. У 2009 році в центрі північного двору був збудований фонтан. Головний храмовий комплекс включає в себе невеликі храми «Св. Архангелів», «Св. Миколая» і монастир «Всіх святих» (над старою трапезною залою).

### Головна церква «Успіння Богородиці»

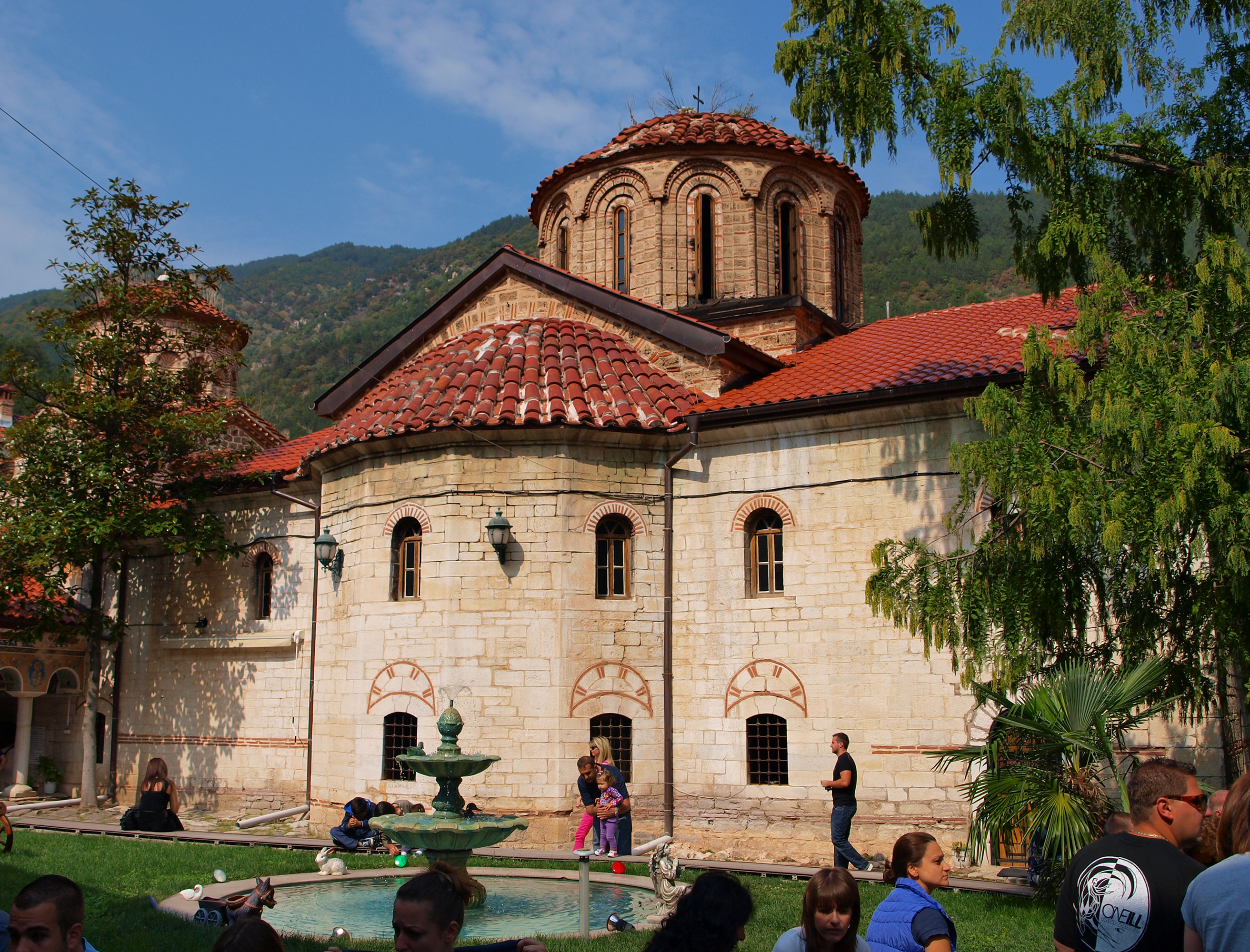
Головна церква «Успіння Богородиці»(1604)

Нинішня церква побудована в 1604 на фундаменті старої Бакуріанової церкви за взірцем афонських храмів. В ній знаходиться відома ікона Богородиці Влахернської, оздобленої сріблом у 1311 і 1819 роках, яка вважається чудотворною. Іконостас є одним з найстаріших (перші десятиліття XVII ст.). Ікони святкового ряду відносяться до XVII ст., а зображення Христа і Богородиці в царському ряді створені у 1793 році Яковом, ченцем святогорського монастиря Івірон.
Початковий живопис в наосі був повністю перерисований художником Мосхосом з Едірне у 1850 році. Велику цінність мають збережені фрески в нартексі, що датуються 1643 роком і відображають провідні тенденції в монастирському мистецтві на Балканах.

### Осуарій

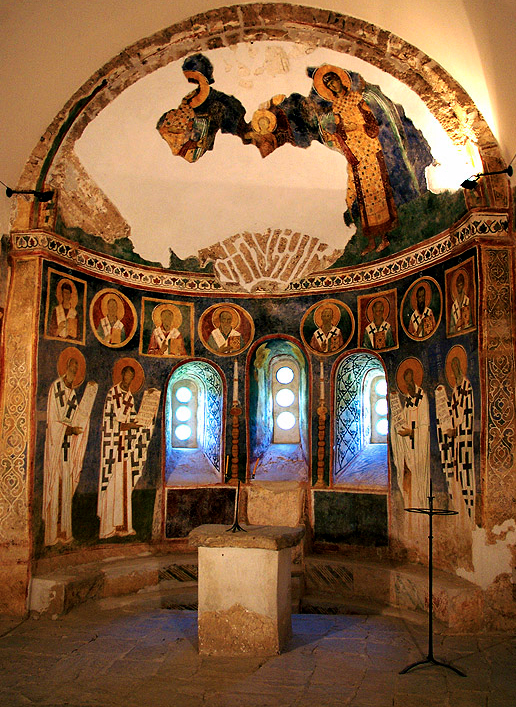
Храм «Святої Трійці» в приміщенні осуарію

Єдина частина, що збереглася від початкової структури монастиря — це осуарій, що також цінний своєю архітектурою і старовинними фресками. Розташований у 300 метрах від сучасного монастирського комплексу. Будівля має два поверхи, з яких тільки один можна побачити з півдня. З архітектурної точки зору осуарій виглядає чужорідним для місцевих традицій. Скоріше він нагадує сирійсько-палестинські склепи, що мають два поверхи однакової конструкції. Кожен поверх має нартекс, єдиний неф і апсиду. Перший поверх призначений для склепу і має 14 ніш для поховань. Апсида на верхньому поверсі містить невеликий храм (відомий як храм Святої Трійці), напівкруглий всередині і п'ятикутний із зовнішнього боку, має 3 отвори для потрапляння денного світла на вівтар. Осуарій являє собою цікаву суміш вірменських, грузинських і візантійських традицій архітектури.

### Храм «Св. Архангелів»

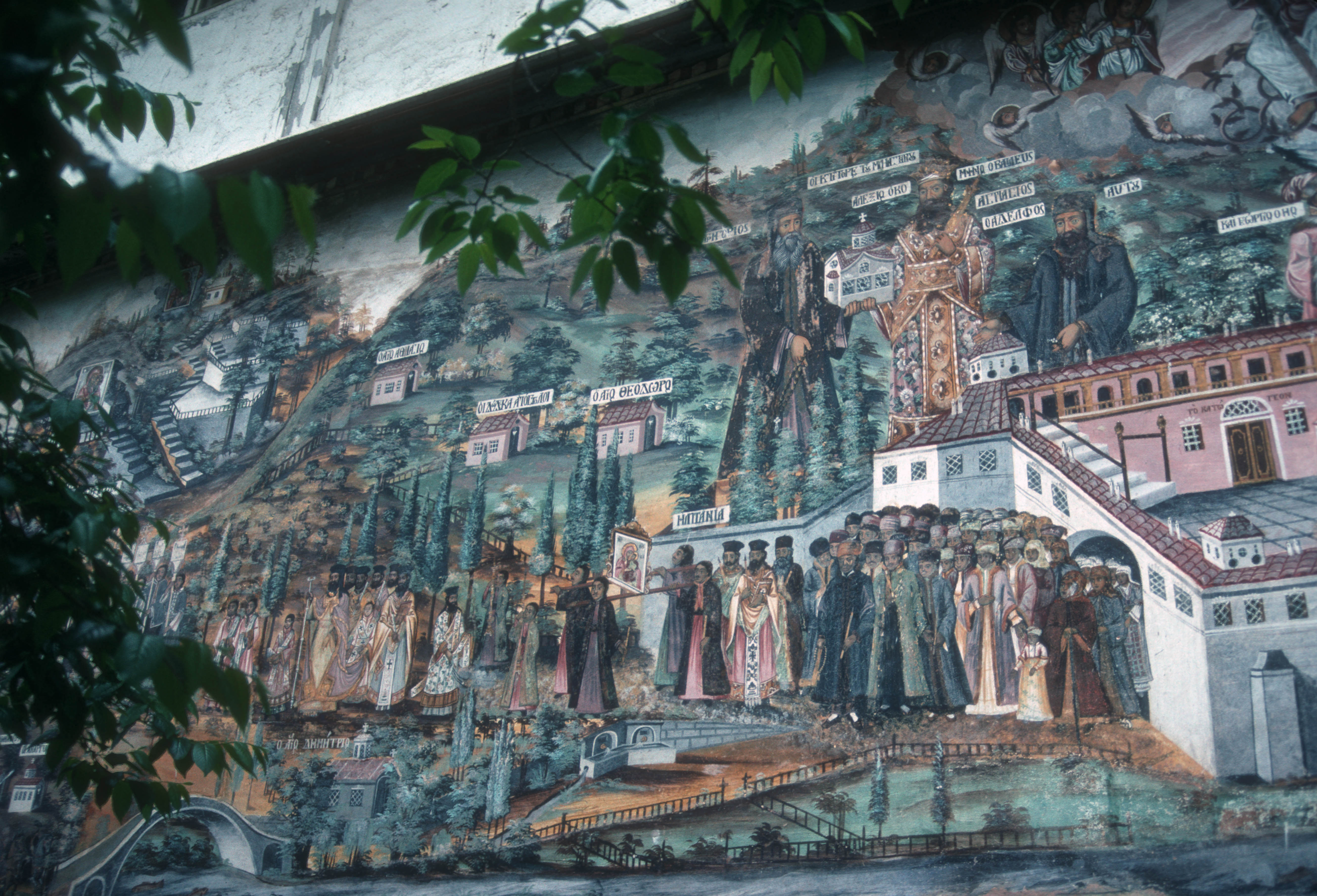
Панорама Алексі Атанасова (1846)

Двоповерховий храм, присвячений лідерам небесного воїнства Михаїлу і Гавриїлу, розташований на захід від головного храму, сполучений із ним. Переказ свідчить, що він був побудований імператором Олексієм I Комніним. Згідно з археологічними дослідженнями, був зведений до XIII століття й імовірно відновлений у XIV столітті царем Іваном Александром. Велику цінність має відкритий нартекс, розписаний Захарієм Зографом у 1841 році. Фрески у храмі (на другому поверсі) також створені художником Мосхосом з Едірне (який розписував і головну церкву комплексу) і датуються 1846 роком.

### Храм «Св. Миколая»
Побудований між 1834 і 1837 роками, коли настоятелем монастиря був священик Ананій зі Сливена. Храм розташований в південному дворі і вражає своїми фресками 1840 року роботи Захарія Зографа. У великому зображенні «Судний день» серед грішників він зобразив деяких тодішніх багатіїв Пловдива. Поряд із портретами монастирського ігумена Матвія і його попередника (настоятеля) Ананія, у верхній частині фасаду стіни церкви художник намалював і автопортрет.

### Стара трапезна зала

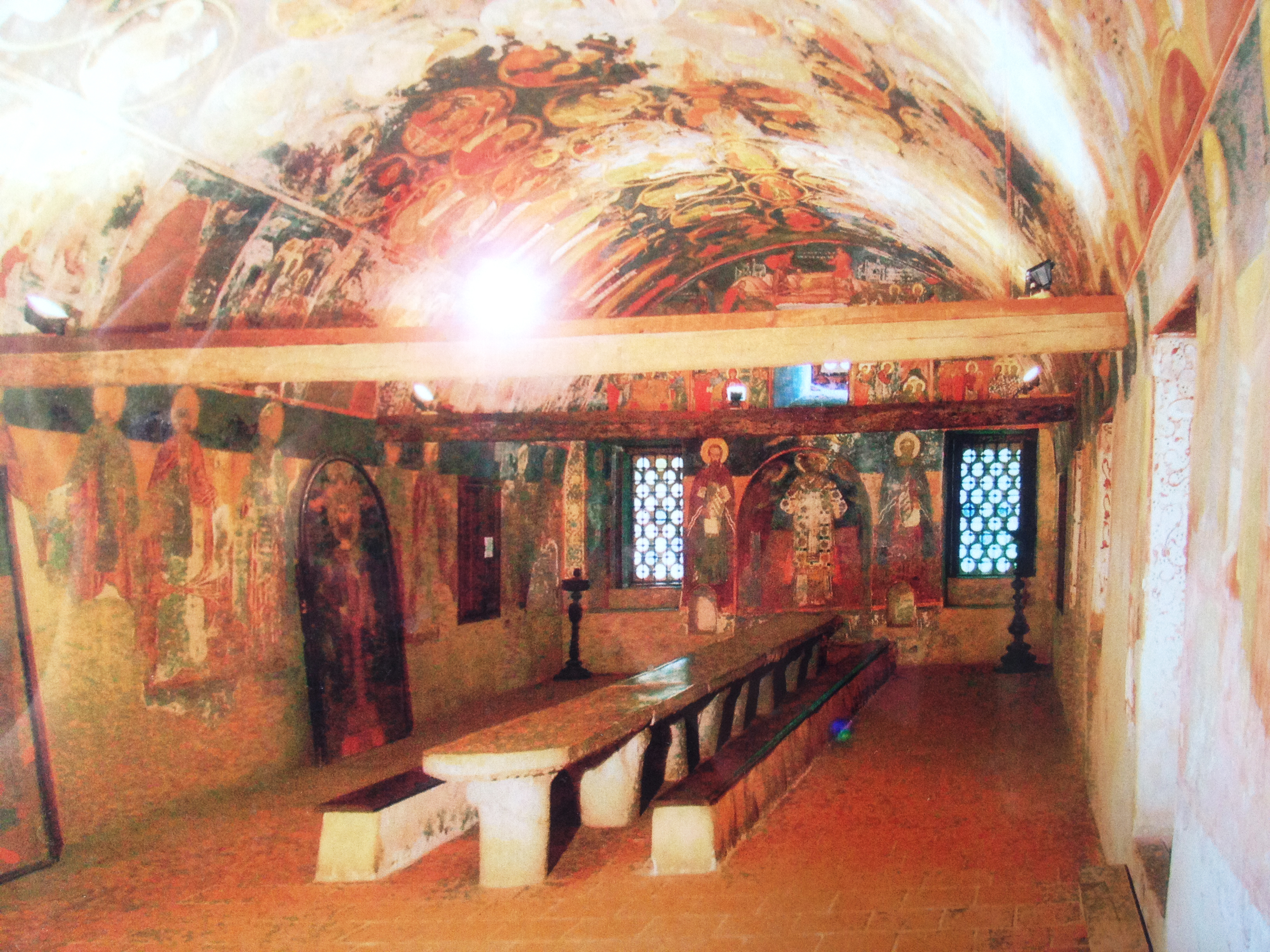
Стара трапезна зала (1623)

Трапезна зала, що тепер не використовується, знаходиться на першому поверсі в південному крилі монастиря. Зала являє собою прямокутне приміщення з напівциліндричним склепінням і апсиди на західній стіні, де сидів настоятель. Зберігається мармуровий стіл (побудований, відповідно вирізьбленому на ньому напису, у 1701 році), де ченці їли протягом більше ніж двох століть. Трапезна зала була збудована у 1623 році і розписана у 1643-му. За художньою цінностю ці фрески можуть бути порівняні з найкращими зразками фресок у монастирях Афону. У 1967-72 роках фрески були почищені під наглядом чеського реставратора Раймунда Ондрачека.
У 1846 році болгарський художник та іконописець Алексі Атанасов створив на зовнішній стіні трапезної зали розгорнуту панораму Бачковського монастиря та його околиць. Це найбільша панорамна фрескова композиція в Болгарії, яка являє собою історію Бачковського монастиря у вигляді зображення з висоти пташиного польоту.

## Згадки в популярній культурі
Бачковський монастир — одне з місць, де розгортаються події в бестселері Елізабет Костової «Історик» (2005).